# ヨッシークラフトワールド
『ヨッシークラフトワールド』（英: Yoshi's Crafted World）は、任天堂より2019年3月29日に発売されたNintendo Switch専用ソフト。
前作『ヨッシー ウールワールド』の続編。空き箱や紙コップなどで構成された工作の世界をヨッシーが冒険する。E3 2017において初公開された。当初は2018年の発売が予定されていた。

## 概要
ヨッシーを主人公とした『ヨッシーアイランド』の流れをくむ横スクロールアクションゲームだが、今作ではコースによっては手前や奥、もしくは自由に移動することもでき、また手前や背景の敵やオブジェクトに攻撃が当たったり、仕掛けが動いたりするなど2.5Dに近いシステムとなっている。さらに一部のコースは視点が裏側に切り替わるといった疑似的ではあるが3D的な要素もある。

## 開発
Nintendo Switch本体の発表前に、伝統的な『ヨッシー』を、新しいゲーム専用機のコンセプトを持つSwitchで発売するにあたって遊び方の構想が練られたことから開発が始まった。結果的に、2台のSwitchを持ち寄ってみんなで視点や見えるものの異なるコースの表側と裏側を同時に遊ぶという着想から「工作」のモチーフが生まれ、コースの表と裏で作りや表現の違いを見せるといった工作のイメージが『ヨッシー』の世界観と当てはまり、遊びの工夫に試行錯誤しながらも工作をテーマに開発が進められた。
本作のテーマの「幼稚園児が作った工作」を挙げ、「工作の世界」を提案された任天堂側は「工作というモチーフはとても魅力的に感じましたし、オモテとウラを使って面白いことができそうだなという印象は当初からありました」と述べている。本編の工作は可能の限り考えて作られている。その為、牛乳パックを地形にするとヨッシーが小さくなり、使える工作が少なくなり、材料を認識しやすく工作感を出しやすいように考えた。
世界観は幼稚園児が作った工作の中をヨッシーの人形を使って遊んでいるイメージ。作る上でのモチーフ設定は幼稚園全体を使った展示会が舞台。

## 関連商品・コンテンツ
- 大乱闘スマッシュブラザーズ SPECIAL - 本作をモチーフにした「ファイタースピリット」の1種でヨッシー（クラフトワールド）やファイター・ヨッシーの色替えの1種として本作に先駆けて登場。
- Nintendo Labo -  ゲーム版では遊べないが、本物の工作をモチーフにした『バラエティ キット』や『ロボット キット』に含まれる「Toy-Con （トイコン）」でリモコンカー、ピアノ、ロボットをイメージした「きせかえ工作」の3種として登場。

#### ウェブサイト
1. ↑  “Nintendo Switchソフト「ヨッシークラフトワールド」発売！”. 株式会社グッド・フィール (2019年3月29日). 2019年4月6日閲覧。
2. ↑  “「ヨッシークラフトワールド」ゲームシステムなど情報を公開”. GAME Watch (2019年3月15日). 2019年3月15日閲覧。
3. ↑  “新作『YOSHI（ヨッシー）』発表。発売は2018年【E3 2017】”. ファミ通.com (2017年6月14日). 2019年3月15日閲覧。

#### 書籍
1. 1 2 3 4  「開発資料も公開! スタッフに訊くウラ側のはなし」『Nintendo DREAM』2019年5月号、アンビット、2019年3月20日、10-17頁、雑誌07113-05。